# Archivio Centrale dello Stato

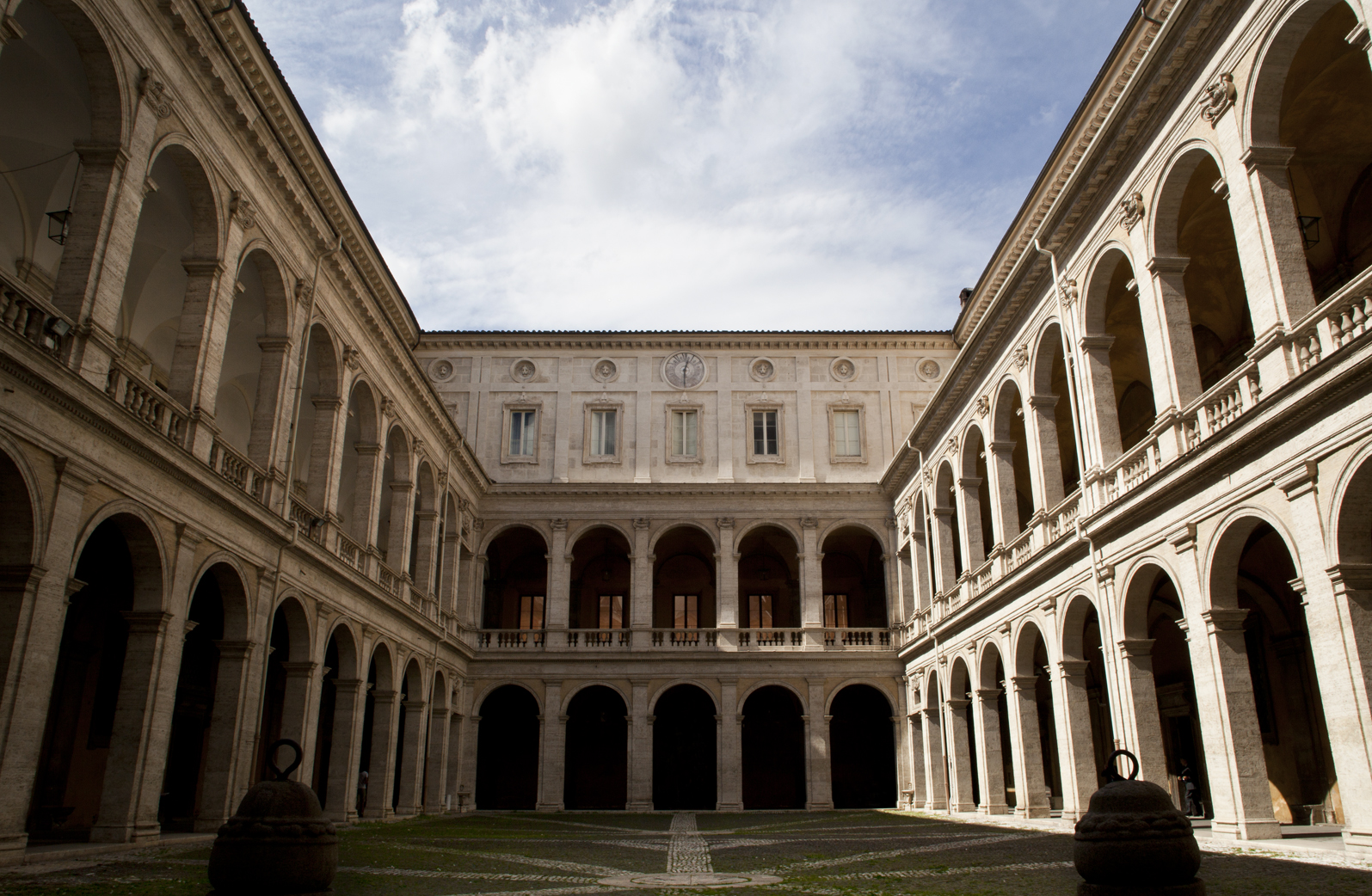
Palazzo della Sapienza, Sitz des Staatsarchivs Rom, bis 1953 auch des ACS

Das Archivio Centrale dello Stato (ACS) (deutsch Zentrales Staatsarchiv) in Rom ist das zentrale Staatsarchiv der Italienischen Republik. Es ist als autonome Behörde dem italienischen Kulturministerium angegliedert. Das ACS hat seinen Sitz am Piazzale degli Archivi im römischen Stadtteil Eur.

## Aufgaben
Das Zentralarchiv hat die gesetzliche Aufgabe, archivwürdige Unterlagen staatlicher oder öffentlicher Stellen zu verwahren und nutzbar zu machen. In besonderen Fällen werden auch Bestände bedeutender Privatpersonen oder privater Einrichtungen übernommen, sofern ein öffentliches Interesse vorhanden ist. Der Gesamtbestand umfasst derzeit (2020) 160 Regalkilometer.
Eigene Archive haben die Ämter des Staatspräsidenten und des Ministerpräsidenten, die Abgeordnetenkammer und der Senat, das Verfassungsgericht sowie das Außen- und das Verteidigungsministerium.
Neben dem zentralen Staatsarchiv in Rom gibt es in 103 von 110 italienischen Provinzen Staatsarchive sowie 35 Außenstellen in Städten, die nicht Hauptstadt einer Provinz sind. Diese Staatsarchive, die den regionalen Direktionen des Kulturministeriums unterstehen, verwahren nicht nur Unterlagen staatlicher Stellen in nachgeordneten Gebietskörperschaften, sondern auch die Bestände der alten italienischen Staaten aus der Zeit vor der Einigung Italiens. Ein Beispiel ist das Staatsarchiv Venedig, das unter anderem die historischen Unterlagen der Republik Venedig aufbewahrt.

## Geschichte
Das Zentrale Staatsarchiv wurde im Jahr 1875 als Archivio del Regno oder „Archiv des Königreiches“ eingerichtet, um Unterlagen des 1861 gegründeten italienischen Nationalstaates aufzubewahren, die für die laufenden Geschäfte nicht mehr notwendig waren. Lange Zeit war das Zentralarchiv jedoch keine eigenständige Einrichtung; bis 1953 wurde es zusammen mit dem Staatsarchiv Rom unterhalten. Einen angemessenen separaten Sitz für das ACS fand man im Stadtteil EUR in einem Gebäude, das Mussolini für die dort geplante Weltausstellung 1942 vorgesehen hatte. In den 1950er Jahren wurde das monumentale Gebäude entsprechend der Bedürfnisse des ACS fertiggebaut. Der Umzug erfolgte im Jahr 1960. Verschiedene Umbauten und Modernisierungen wurden in den 1990er Jahren durchgeführt.